# Distretto di Santa María del Mar
Il distretto di Santa María del Mar (spagnolo: Distrito de Santa María del Mar) è un distretto del Perù che appartiene geograficamente e politicamente alla provincia e dipartimento di Lima.